# Петуховское
Петуховское — деревня в Белозерском районе Курганской области. Входит в состав Новодостоваловского сельсовета.

## История
До 1917 года входила в состав Шмаковской волости Курганского уезда Тобольской губернии. По данным на 1926 год село Петуховское состояло из 120 хозяйств. В административном отношении являлось центром Петуховского сельсовета Белозерского района Курганского округа Уральской области.

## Население
| 1782 | 1868 | 1912 | 1926 | 1989 | 2002 | 2010 |
| ---- | ---- | ---- | ---- | ---- | ---- | ---- |
| 288  | ↗427 | ↘419 | ↘382 | ↘121 | ↘106 | ↘73  |

По данным переписи 1926 года в селе проживало 505 человек (230 мужчин и 275 женщин), в том числе: русские составляли 100 % населения.